# Manfred Hunkemöller
Manfred Hunkemöller ist ein deutscher Unternehmer und Honorarprofessor.
Hunkemöller studierte nach einer Ausbildung zum Bankkaufmann Rechtswissenschaft und Betriebswirtschaftslehre an den Universitäten Würzburg, Austin und Hamburg. In seiner Dissertation an der nicht akkreditierten Hamilton University in Wyoming (USA) befasste er sich nach eigener Angabe mit dem US-amerikanischen Insolvenzrecht, insbesondere mit Chapter 11 Bankruptcy Act. Nach Stationen bei der Treuhand und der Bayer AG gründete Hunkemöller eine Unternehmensberatung sowie eine Gesellschaft für Industrieverwertung. Er ist Geschäftsführender Gesellschafter mehrerer Unternehmen sowie an der International School of Management Dortmund Honorarprofessor mit den Fachgebieten Sanierungs- und Insolvenzmanagement.

## Schriften
- Manfred Hunkemöller/Alexandra Tymann: Stolperfalle Überschuldung: Warum § 19 InsO den Sanierungsgedanken konterkariert, in: ZInsO 2011, 712.
- Manfred Hunkemöller: Überschuldungstatbestand – ein wirksamer Gläubigerschutz? Plädoyer für dessen Abschaffung., in: INDat-Report 3/2010, 30.